# خانواده آدامز
خانواده آدامز (به انگلیسی: The Addams Family) یک خانواده خیالی است که توسط کاریکاتوریست آمریکایی چارلز آدامز ساخته شده‌است. آنها در ابتدا در مجموعه‌ای از ۱۵۰ کارتون تک‌صفحه‌ای نامرتبط ظاهر شدند که حدود نیمی از آنها در ابتدا در یک دوره ۵۰ ساله از زمان شروع آن در سال ۱۹۳۸ در نیویورکر منتشر شد. آنها از آن زمان با رسانه‌های دیگر، مانند تلویزیون، فیلم، بازی‌های ویدیویی، کتاب‌های مصور، موزیکال و سایر کالاها تطبیق داده شده‌اند.
آدامزها یک وارونگی طنزآمیز از خانواده ایده‌آل آمریکایی قرن بیستم هستند: یک خانواده اشرافی ثروتمند عجیب و غریب که از ترسناک‌بودن لذت می‌برند و ظاهراً از اینکه دیگران آنها را عجیب یا ترسناک می‌دانند غافل یا بی‌توجه هستند. اعضای خانواده تا زمان پخش سریال تلویزیونی ۱۹۶۴ بی‌نام بودند. خانواده آدامز متشکل از گومز آدامز و مورتیشیا آدامز، فرزندانشان ونزدی و پاگزلی و اعضای نزدیک خانواده عمو فستر و گرندماما است که همچنین شامل پیشخدمت آن‌ها لورچ، و اختاپوس خانگی پاگزلی، ارسطو می‌شود. «چیز» که کمتر دیده شده‌است (بعداً در قالب یک دست بی‌جسم) در سال ۱۹۵۴ معرفی شد و پسرعموی گومز ایت، و شیر خانگی مورتیسیا کیتی کت در سال ۱۹۶۴ معرفی شدند. پوبرت آدامز، برادر شیرخوار پاگزلی و ونزدی، در سال ۱۹۹۳ در فیلم ارزش‌های خانواده آدامز معرفی شد.
در سال ۱۹۶۴، یک سریال تلویزیونی زنده برای اولین بار به مدت دو فصل از شبکه ای‌بی‌سی پخش شد. این سریال متعاقباً الهام‌بخش یک تله‌فیلم با عنوان هالووین با خانواده آدامز جدید و ظواهری در نمایش‌های دیگر شد. یک مجموعه پویانمایی نامرتبط در سال ۱۹۷۳ پخش شد. این فرنچایز در دهه ۱۹۹۰ با یک سری فیلم بلند متشکل از خانواده آدامز (۱۹۹۱) و ارزش‌های خانواده آدامز (۱۹۹۳) احیا شد. این فیلم‌ها الهام‌بخش دومین سری پویانمایی (۱۹۹۲–۱۹۹۳) بودند که در همان جهان داستانی اتفاق می‌افتد. این مجموعه با یک فیلم ویدئویی در سال ۱۹۹۸ و یک سریال تلویزیونی لایو اکشن (۱۹۹۸–۱۹۹۹) بازراه‌اندازی شد. در سال ۲۰۱۰، یک اقتباس زنده موزیکال با حضور ناتان لین و بی‌بی نیوورتس در برادوی افتتاح شد و نامزد دو جایزه تونی و هشت جایزه دراما دسک شد. این سری مجدداً در سال ۲۰۱۹ با انیمیشن خانواده آدامز راه‌اندازی مجدد شد که منجر به دنباله آن در سال ۲۰۲۱ شد. در سال ۲۰۲۲، نتفلیکس اولین سریال اصلی از این فرنچایز را با عنوان ونزدی عرضه کرد.
این فرنچایز به یکی از عناصر اصلی فرهنگ عامه تبدیل شده‌است که مجموعه‌ای از بازی‌های ویدیویی، کتاب‌های آکادمیک، و موسیقی‌های متن را تولید کرده‌است که بر اساس موسیقیی متن نامزد جایزه گرمی آن ساخته شده‌اند. خانواده آدامز تأثیر عمیقی بر کتاب‌های کامیک آمریکایی، سینما و تلویزیون داشته‌است، و به عنوان الهام‌بخش خرده‌فرهنگ گوت و مد آن دیده می‌شود.

## اقتباس‌ها

### تلویزیون
| فصل                             | Series                          | قسمت‌ها                          | قسمت‌ها                          | تاریخ اصلی روی آنتن رفتن | تاریخ اصلی روی آنتن رفتن | تاریخ اصلی روی آنتن رفتن                   |
| فصل                             | Series                          | قسمت‌ها                          | قسمت‌ها                          | اولین بار                | آخرین بار                | شبکه                                       |
| ------------------------------- | ------------------------------- | ------------------------------- | ------------------------------- | ------------------------ | ------------------------ | ------------------------------------------ |
| ۱                               | خانواده آدامز                   | ۳۴                              | ۳۴                              | ۱۸ سپتامبر ۱۹۶۴          | ۲۱ مه ۱۹۶۵               | ای‌بی‌سی                                     |
| ۲                               | خانواده آدامز                   | ۳۰                              | ۳۰                              | ۱۷ سپتامبر ۱۹۶۵          | ۸ آوریل ۱۹۶۶             | ای‌بی‌سی                                     |
| تداوم با فیلم‌های جدید اسکوبی دو | تداوم با فیلم‌های جدید اسکوبی دو | تداوم با فیلم‌های جدید اسکوبی دو | تداوم با فیلم‌های جدید اسکوبی دو | ۲۳ سپتامبر ۱۹۷۲          | ۲۳ سپتامبر ۱۹۷۲          | سی‌بی‌اس                                     |
| ۳                               | خانواده آدامز                   | ۱۶                              | ۱۶                              | ۸ سپتامبر ۱۹۷۳           | ۲۲ دسامبر ۱۹۷۳           | ان‌بی‌سی                                     |
| ویژه هالووین                    | ویژه هالووین                    | ویژه هالووین                    | ویژه هالووین                    | ۳۰ اکتبر ۱۹۷۷            | ۳۰ اکتبر ۱۹۷۷            | ان‌بی‌سی                                     |
| ۴                               | خانواده آدامز                   | ۱۳                              | ۱۳                              | ۱۲ سپتامبر ۱۹۹۲          | ۵ دسامبر ۱۹۹۲            | ای‌بی‌سی                                     |
| ۵                               | خانواده آدامز                   | ۸                               | ۸                               | ۱۸ سپتامبر ۱۹۹۳          | ۶ نوامبر ۱۹۹۳            | ای‌بی‌سی                                     |
| ۶                               | خانواده آدامز                   | ۶۵                              | ۶۵                              | ۱۹ اکتبر ۱۹۹۸            | ۲۸ اوت ۱۹۹۹              | وای‌تی‌وی (کانادا) فاکس فمیلی (ایالات متحده) |
| ۷                               | ونزدی                           | ۸                               | ۸                               | ۲۳ نوامبر ۲۰۲۲           | ۲۳ نوامبر ۲۰۲۲           | نتفلیکس                                    |

### فیلم
| عنوان                     | تاریخ انتشار    | بازیگران و شخصیت‌ها                                                                                    | کارگردان                | توزیع‌کننده                         |
| ------------------------- | --------------- | --- | ----------------------- | ---------------------------------- |
| لایو اکشن                 |                 | |                         |                                    |
| خانواده آدامز             | ۲۲ نوامبر ۱۹۹۱  | آنجلیکا هیوستون (مورتیشا)، رائول خولیا (گومز)، کریستینا ریچی (ونزدی)، جیمی وورکمن (پاگزلی)            | بری ساننفلد             | کلمبیا پیکچرز                      |
| ارزش‌های خانواده آدامز     | ۱۹ نوامبر ۱۹۹۳  | آنجلیکا هیوستون (مورتیشا)، رائول خولیا (گومز)، کریستینا ریچی (ونزدی)، جیمی وورکمن (پاگزلی)            | بری ساننفلد             | پارامونت پیکچرز                    |
| تجدید دیدار خانواده آدامز | ۲۲ سپتامبر ۱۹۹۸ | داریل هانا (مورتیشا)، تیم کوری (گومز)، نیکول فوگر (ونزدی)، جری مسینگ (پاگزلی)                         | دیو پین                 | ویدئوی خانگی وارنر                 |
| پویانمایی                 |                 | |                         |                                    |
| خانواده آدامز             | ۱۱ اکتبر ۲۰۱۹   | شارلیز ترون (مورتیشا)، اسکار آیزاک (گومز)، کلویی گریس مورتس (ونزدی)، فین ولفهارد/جاون والتون (پاگزلی) | کنراد ورنن و گرگ تیرنان | یونایتد آرتیستس / یونیورسال پیکچرز |
| خانواده آدامز ۲           | ۱ اکتبر ۲۰۲۱    | شارلیز ترون (مورتیشا)، اسکار آیزاک (گومز)، کلویی گریس مورتس (ونزدی)، فین ولفهارد/جاون والتون (پاگزلی) | کنراد ورنن و گرگ تیرنان | یونایتد آرتیستس / یونیورسال پیکچرز |